# Morue à l'ajoarriero

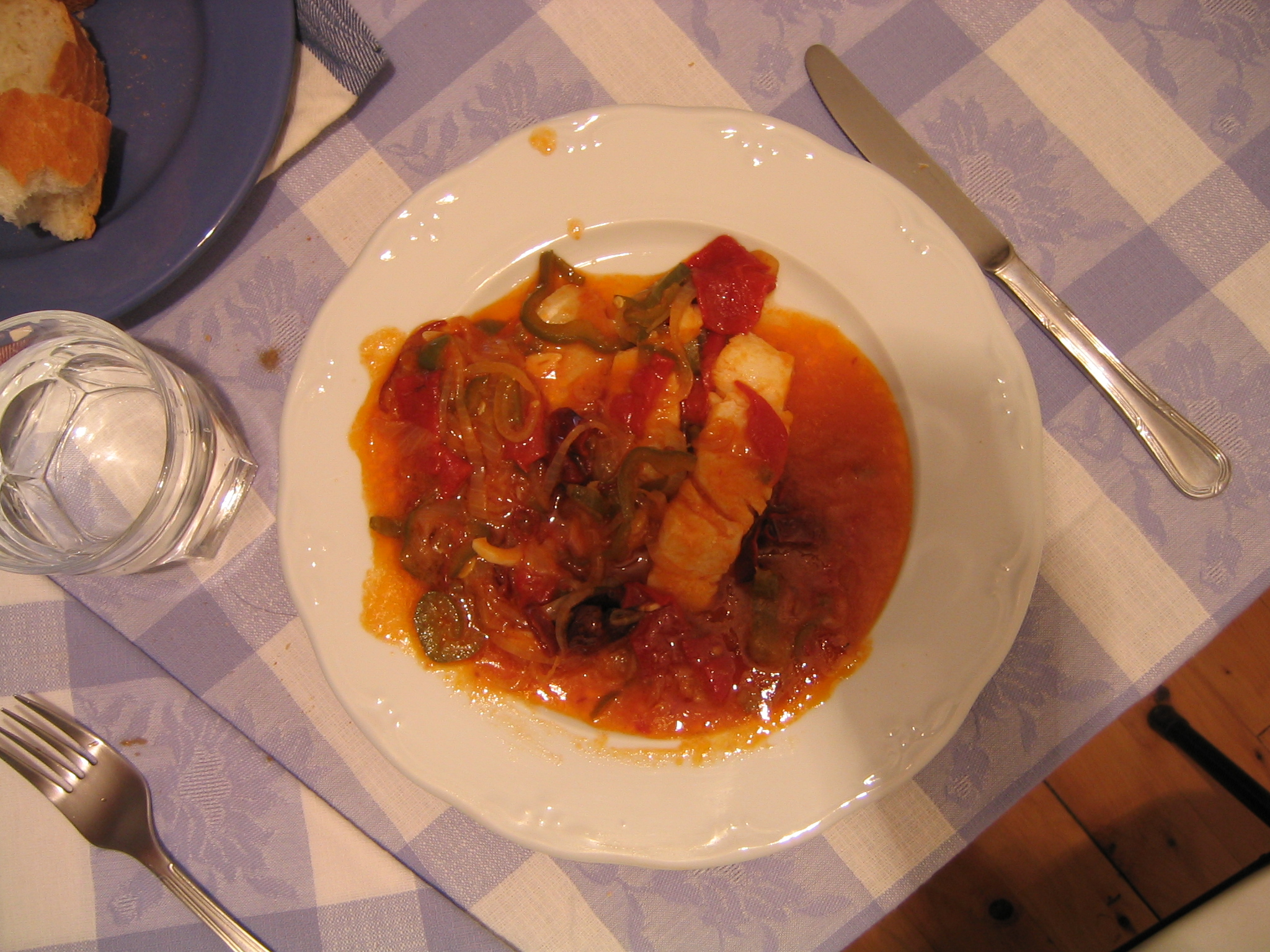
Plat avec bacalao al ajoarriero.

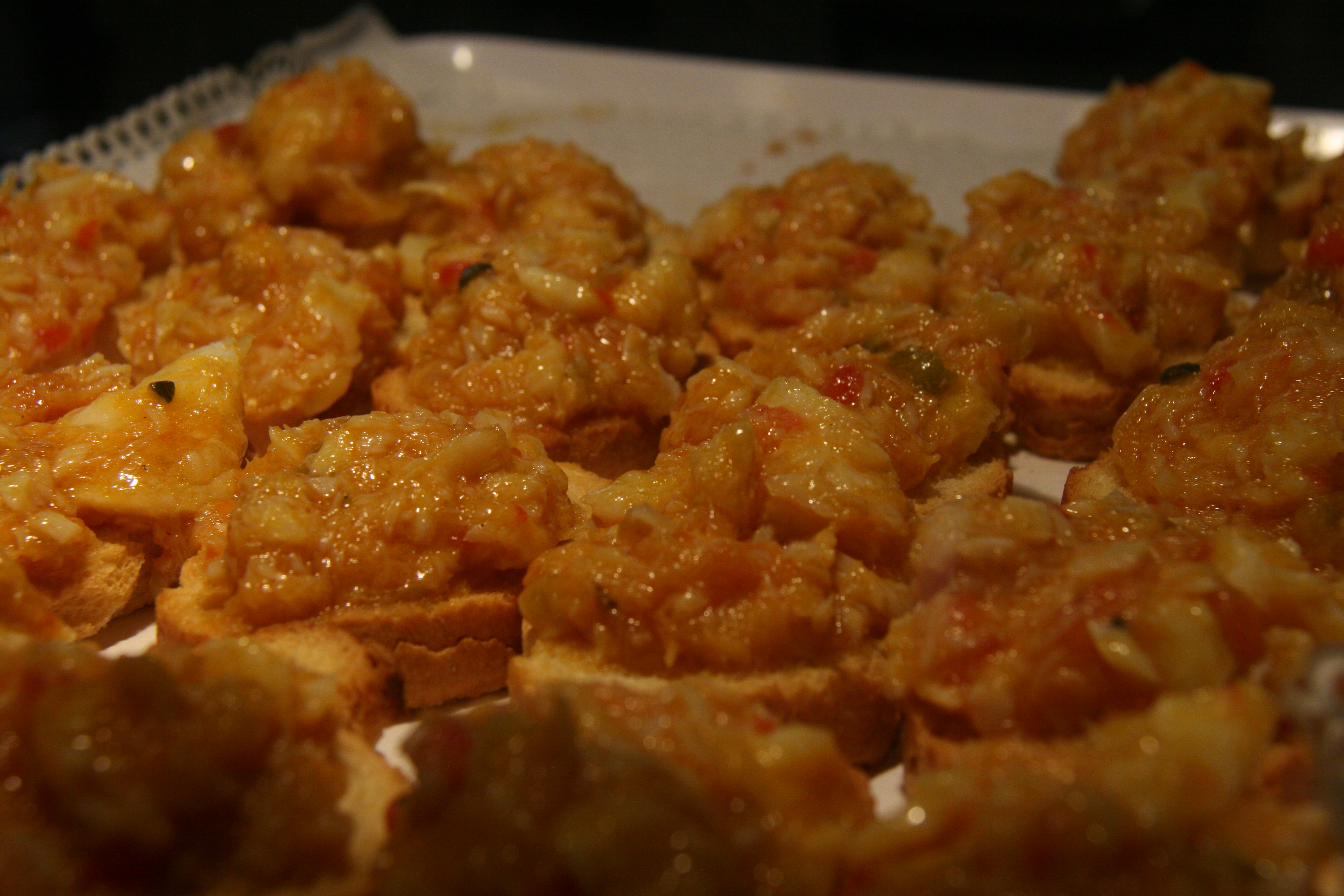
Ajoarriero en toasts.

La morue à l'ajoarriero (en basque : bakailao ajoarriero ou en espagnol : bacalao al ajoarriero), parfois appelée « morue à l'ail arriero » (en espagnol : bacalao al ajo arriero) est un mets simple, élaboré avec de la morue salée, poêlée avec divers légumes, dont les principaux sont la tomate et l'ail.
Il existe de nombreuses variantes de ce plat ; les légumes employés et les accompagnements dépendent, dans une grande mesure, de la région, du cuisinier, de la saison ou de la volonté des convives. Il n'y a pas recette précise. Il est servi traditionnellement très chaud, dans une cazuela en terre cuite.

## Origine
L'origine de ce mets n'est pas très claire. Son nom indique qu'il est probablement issu de l'activité des arrieros (gens transportant différents biens à dos de mulets et d'autres animaux de bât, dans différentes zones géographiques), qui en composaient probablement les ingrédients tout au long du chemin. Une autre théorie avance qu'il est ainsi appelé pour l'emploi de la sauce ajoarriero (appelé aussi ajada, en Galice), qui utilise des ingrédients très semblables. Il est principalement cuisiné en Aragon, Navarre, Cuenca et dans quelques zones du Pays basque.

## Caractéristiques
La morue salée, employée dans son élaboration, doit être dessalée dans l'eau froide un ou deux jours avant la cuisson (cela dépend de la méthode employée). D'une part, on prépare un sofregit avec différents légumes qui composent le plat : tomate (un des ingrédients les plus utilisés de l’ajoarriero, avec la sauce tomate), oignon, piment de piquillo (dans ce cas, on l'appelle « morue ajoarriero avec piquillos »), poivrons et ail (généralement en proportion, une grande quantité écrasée au mortier), pommes de terre coupées en dés, etc.
Lorsque les légumes sont pochés, on ajoute la morue pour une cuisson d'un quart d'heure. On ajoute généralement aussi la chair des poivrons choricero (es), des ñoras et guindillas, selon les goûts.

## Préparation
Pour la préparation finale, il n'y a pas consensus entre les cuisiniers ; quelques recettes mentionnent une poêle, et d'autres l'emploi de cazuelas en terre cuite, qui sont présentées aux convives. Certaines recettes emploient l'ail haché et d'autres l'ail broyé. Certaines préconisent le four et d'autres la poêle. Quelques-unes ajoutent du vin pendant la préparation, d'autres du paprika, et d'autres encore emploient les poivrons choricero.

## Variantes d'ingrédients
Il existe des recettes (généralement du nord de l'Espagne) qui ajoutent aux ingrédients déjà mentionnés certains mollusques et crustacés : crevettes (ex. : la navarraise : bacalao ajoarriero con langostinos ou morue ajoarriero aux crevettes), aux langoustines, aux écrevisses, à la langouste, par exemples.
Dans la province de Cuenca, la morue al ajoarriero est élaborée avec des pommes de terre, de la morue, de l'ail, de l'huile d'olive vierge et de la mie de pain, en émulsionnant tous les ingrédients avec l'huile d'olive.

## Service
Plusieurs sortes d'accompagnement de ce plat se rencontrent : œuf dur, pain sec (servi en tranches), pommes de terre frites, à titre d'exemples.

## Autres platsarriero
- Arepa de arriero